# Pont Lovignon
Le Pont Lovignon ou Pont Fleuri est un pont sur l'Ellé à Quimperlé. Il remonte au moins au XVIIe siècle, Il reste pendant plusieurs siècles, le principal lieu de passage entre Quimperlé et Vannes. 
Il a été inscrit aux monuments historiques le 19 octobre 1928,.
En 2018, le pont a fait l'objet d'une mise en lumière par le plasticien Yann Kersalé chargé de créer un chemin bleu sur les bords de l'Isole et de l'Ellé. 

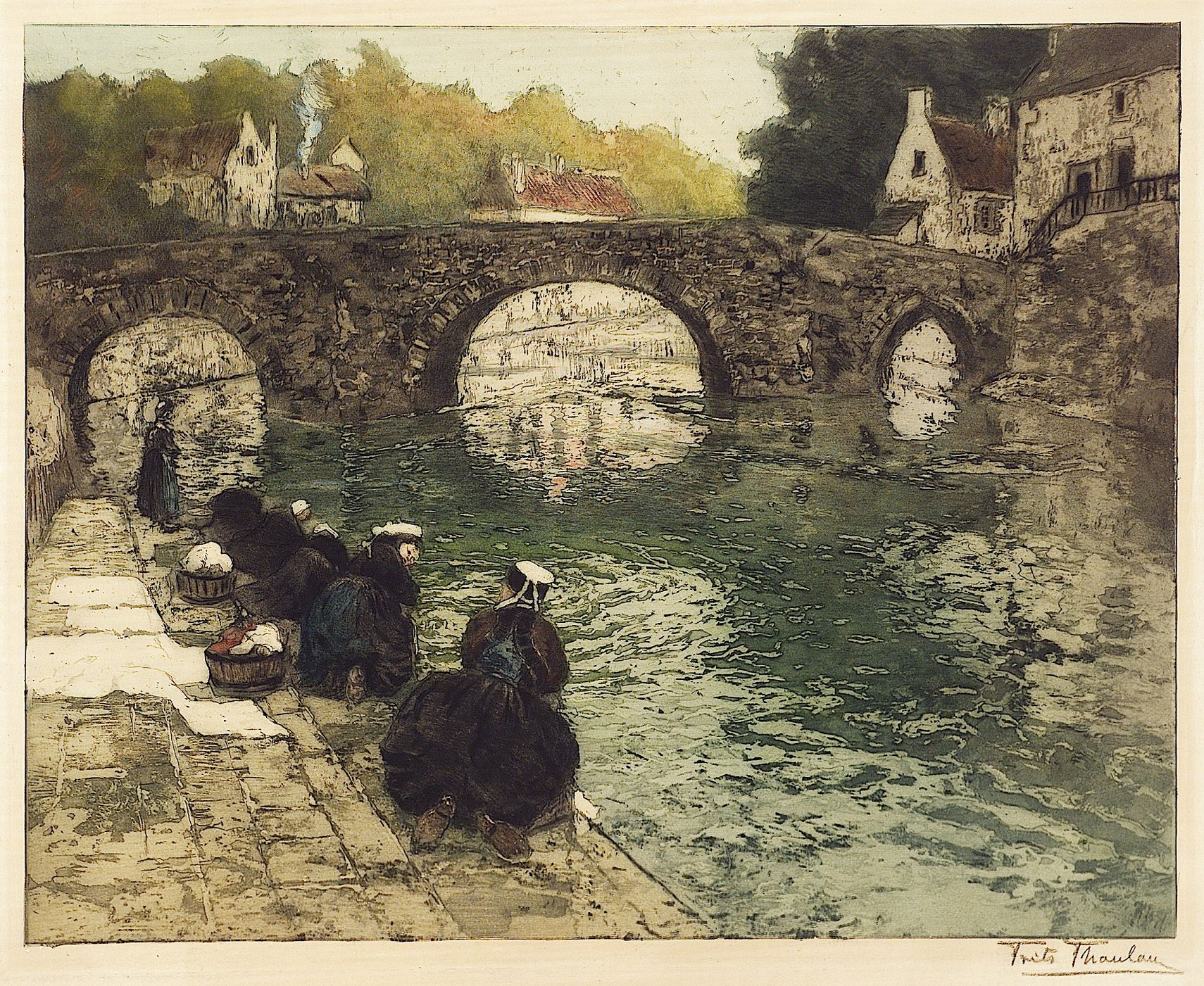
Laveuses à Quimperlé par Frits Thaulow.
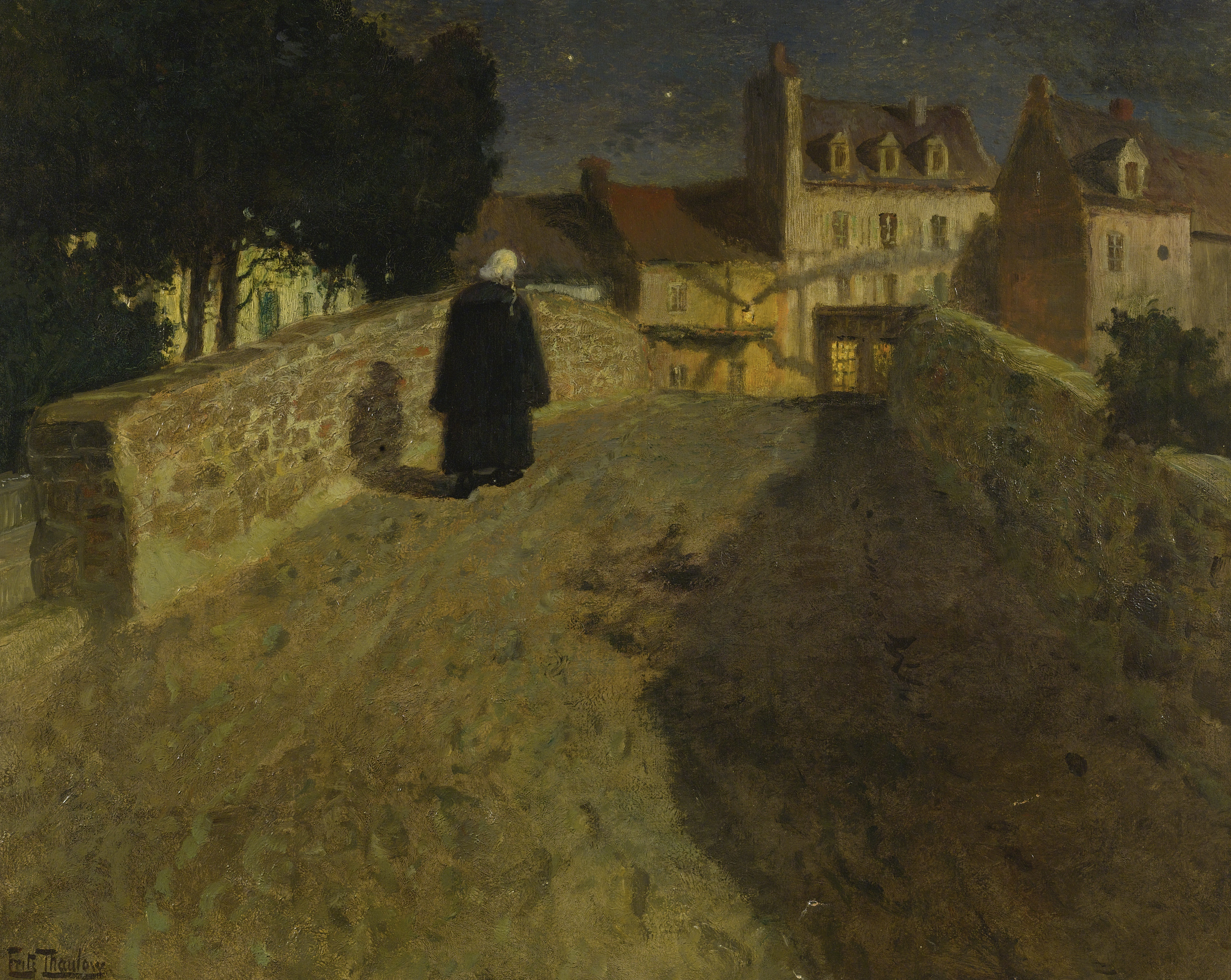
Towards the Pont Lovignon (Pont Fleuri) in Quimperlé par Frits Thaulow.